# Révolte de la Saint-Joseph
Ère des attentats
La révolte de la Saint-Joseph ou le massacre des anarchistes du bagne, est une mutinerie et un massacre de forçats anarchistes qui se déroule du 21 au 23 octobre 1894 sur l'Île Saint-Joseph, une des Îles du Salut. Celle-ci est recherchée en partie par les autorités coloniales et concentrationnaires françaises, qui soutiennent un complot visant à pousser les anarchistes à se révolter et s'évader ; ce qui leur permettrait de les assassiner. Les anarchistes en question se retirent du complot dès qu'ils se rendent compte qu'il s'agit d'un piège. Insatisfaits de l'échec du complot, deux gardiens décident alors d'assassiner les deux premiers anarchistes qu'ils trouvent. Cet assassinat provoque la révolte d'une quinzaine de bagnards, surtout anarchistes, qui se réunissent et attaquent les deux surveillants avec des armes improvisées. Les troupes françaises, déjà prêtes à intervenir, reprennent le contrôle du bagne rapidement, et tuent sommairement un certain nombre d'anarchistes. Charles Simon et Léon Léauthier font partie des douze bagnards morts tandis que deux policiers et deux de leurs sous-fifres sont tués.
L'État français s'engage par la suite dans une entreprise de dissimulation de l'événement, en revendiquant le fait que la révolte aurait été lancée sans raison par les anarchistes, que leurs exécutions sont légitimes et qu'ils n'auraient pas été une quinzaine à se révolter mais plutôt environ 800. En termes historiographiques, ce massacre signe la fin de l'ère des attentats (1892-1894).

## Histoire

### Contexte
Depuis la fin de la Commune de Paris (1871), la répression ciblant les anarchistes en France n'a fait que s'accroître. D'abord relativement sans réponse de la part des milieux anarchistes, cette répression provoque, à partir du début des années 1890, de vastes évolutions à la fois en France et chez les anarchistes. À la suite de l'affaire de Clichy et des massacre de Fourmies (1891), certains anarchistes en viennent à considérer que la vengeance contre les personnes perçues comme responsables de la répression qu'ils subissent serait légitime. Un certain nombre d'entre eux s'engage ainsi dans l'ère des attentats (1892-1894), une période où la France et d'autres pays comme l'Espagne sont frappés par de nombreux attentats anarchistes. Cette période, loin de voir l'État français chercher à apaiser les tensions, le voit plutôt accentuer sa répression, en particulier avec les lois scélérates (1893-1894).
Dans ce cadre, un certain nombre d'anarchistes sont déportés au bagne en Guyane, sur les Îles du Salut, entre l'Île Saint-Joseph et l'Île Royale. Là, ils sont rassemblés dans des cases et sont vus avec beaucoup de haine par les autorités concentrationnaires et coloniales de Guyane, qui jugent que la justice française est trop laxiste avec ces condamnés et qu'ils auraient plutôt du recevoir la peine de mort.

### Prémices, assassinat
Ces conflits entre gardiens et bagnards s'accentuent lorsqu'un gardien nommé Mosca abat de sang froid lors d'un appel un emprisonné anarchiste nommé Jean-Baptiste Briens,. Ce Mosca est haï par les anarchistes du bagne pour cet acte, et sur les conseils d'Eugène Allmeyer, un criminel célèbre pour ses évasions mais aussi proche des autorités concentrationnaires, un complot visant à s'enfuir en assassinant ce garde est progressivement mis en place parmi les anarchistes. Ce complot est rapidement rejoint par un certain Plista, qui n'est pas un révolutionnaire et est à la solde des autorités françaises. Il transmet l'ensemble des informations du plan à l'administration, qui connaît entièrement le déroulement supposé de la mutinerie et de l'évasion et encourage les anarchistes à se lancer dans la tentative. Se rendant compte du peu de fiabilité du Plista, qui collabore avec les autorités, les anarchistes se retirent du plan. Certains pressentent la conspiration près d'un mois à l'avance et demandent à être transférés à l'Île Royale jusqu'à trois semaines avant le massacre, sans succès.

### Mutinerie et massacre
La veille de la révolte prévue, le 20 octobre 1894, le surveillant en chef de l'Île Royale, Courtois, parle du « massacre organisé » du lendemain, ce qui rend très improbable le fait que ce massacre ne soit pas prémédité par les autorités françaises. Cependant, le lendemain, alors que le gouverneur militaire de la région a préparé des troupes pour intervenir dès que la révolte se lancerait et massacrer les anarchistes, la révolte ne vient pas. Les gardiens Mosca et Crétaillaz, qui attendent une partie de la journée sans que rien ne se produise, sont très mécontents de la tournure des événements et se rendent sur l'île avec deux bagnards qui sont leurs sous-fifres. Là, ils entrent dans la première case qu'ils trouvent et tuent les deux premiers anarchistes qu'ils y trouvent. Les anarchistes se retrouvent, discutent rapidement et décident d'agir, lancés par Charles Simon (Biscuit) et Marpeaux. Une quinzaine de conjurés se réunit alors et attaque les gardiens et leurs sous-fifres avec des « pointes de fer »,. Les deux gardiens sont tués. Les sous-fifres sont soit tués soit simplement blessés. Très rapidement, l'Île concentrationnaire entre en chaos, la plupart des 800 bagnards se réfugie dans les cases tandis que la quinzaine en question s'enfuit ; en même temps, les gardiens s'enfuient tous aussi et se réfugient en se barricadant dans leurs bâtiments. Ils attendent en réalité l'intervention de l'armée, qui arrive très peu de temps après sur l'île. Le gouverneur du camp, Billet, ordonne, dès qu'il reprend le contrôle du bagne :

« Du sang froid, feu partout, pas de quartier ! »

Le programme proposé par Billet est compliqué à suivre parce que l'armée est arrivée ; et avec elle des médecins militaires, qui sont des témoins potentiels pouvant transmettre les informations à l'opinion publique française. Dès lors, les gardiens de camp et les troupes n'entrent pas dans les cases pour massacrer les bagnards. Elles se résolvent à lancer une battue le lendemain sur toute l'île - car il est vingt-deux heures et la nuit est tombée - pour retrouver les anarchistes en fuite. 
Le lendemain matin, le 22 octobre 1894, les troupes se mettent en marche. Elles trouvent Charles Simon (Biscuit) en premier, réfugié dans un arbre, un soldat lui demande s'il préfère être abattu « par le cul ou la tête ? », ce à quoi Simon répond « Vive l'anarchie ! » avant d'être abattu. Plus tard dans la journée, l'armée retrouve Léon Léauthier avec deux de ses compagnons, Maxime Lebeault et Maservin, au bord de la côte entre les rochers. Aucun des trois n'est armé mais ils semblent avoir compris qu'ils seraient exécutés sommairement, car dès qu'ils voient l'armée, ils s'embrassent, déchirent leurs vêtements et attendent d'être fusillés sur le coup - ce qui arrive peu après. Les trois crient les mêmes mots que Simon lorsqu'ils sont tués.
D'autres anarchistes ou bagnards sont tués dans la journée, bien que l'ordre ne soit pas clair. En plus de Simon et les trois anarchistes déjà mentionnés, la liste complète est la suivante. Les deux premiers se réfugient dans une grotte et sont enfumés vivants, cherchent à s'enfuir et sont abattus pendant leur fuite. Pour les autres, les conditions de leurs morts sont inconnues :
- Maxime Thiervoz, non anarchiste
- Henri-Pierre Meyrueis, anarchiste
- Benoît Chevenet, anarchiste, ami de Ravachol et Simon
- Boasi, non anarchiste
- Jules Garnier, anarchiste
- Marpeaux, anarchiste

## Suites
Après le massacre, les anarchistes qui ont refusé de participer à la tentative sont rassemblés et placés au cachot. Le bilan final est de douze morts bagnards, puisqu'un certain Pigache est fusillé quelques jours plus tard. Du côté des surveillants, on dénombre quatre morts selon les autorités, ou deux morts et deux blessés selon des recherches plus récentes. La presse française, en particulier Le Petit Journal, relate les événements en s'appuyant sur le récit fait par les autorités, selon lequel environ 800 anarchistes se seraient spontanément révolté et auraient attaqué leurs gardiens. En réalité, il semble qu'il s'agisse d'un massacre prémédité par les autorités françaises, et que seulement une quinzaine de bagnards participent à la mutinerie, la plupart étant tués à cette occasion.

## Historiographie
Selon Hélène Millot, cet événement marque la fin de l'ère des attentats en France.